# Adris tyrannus
Adris tyrannus är en fjärilsart som beskrevs av George Francis Hampson. Adris tyrannus ingår i släktet Adris och familjen nattflyn. Inga underarter finns listade i Catalogue of Life.

## Bildgalleri

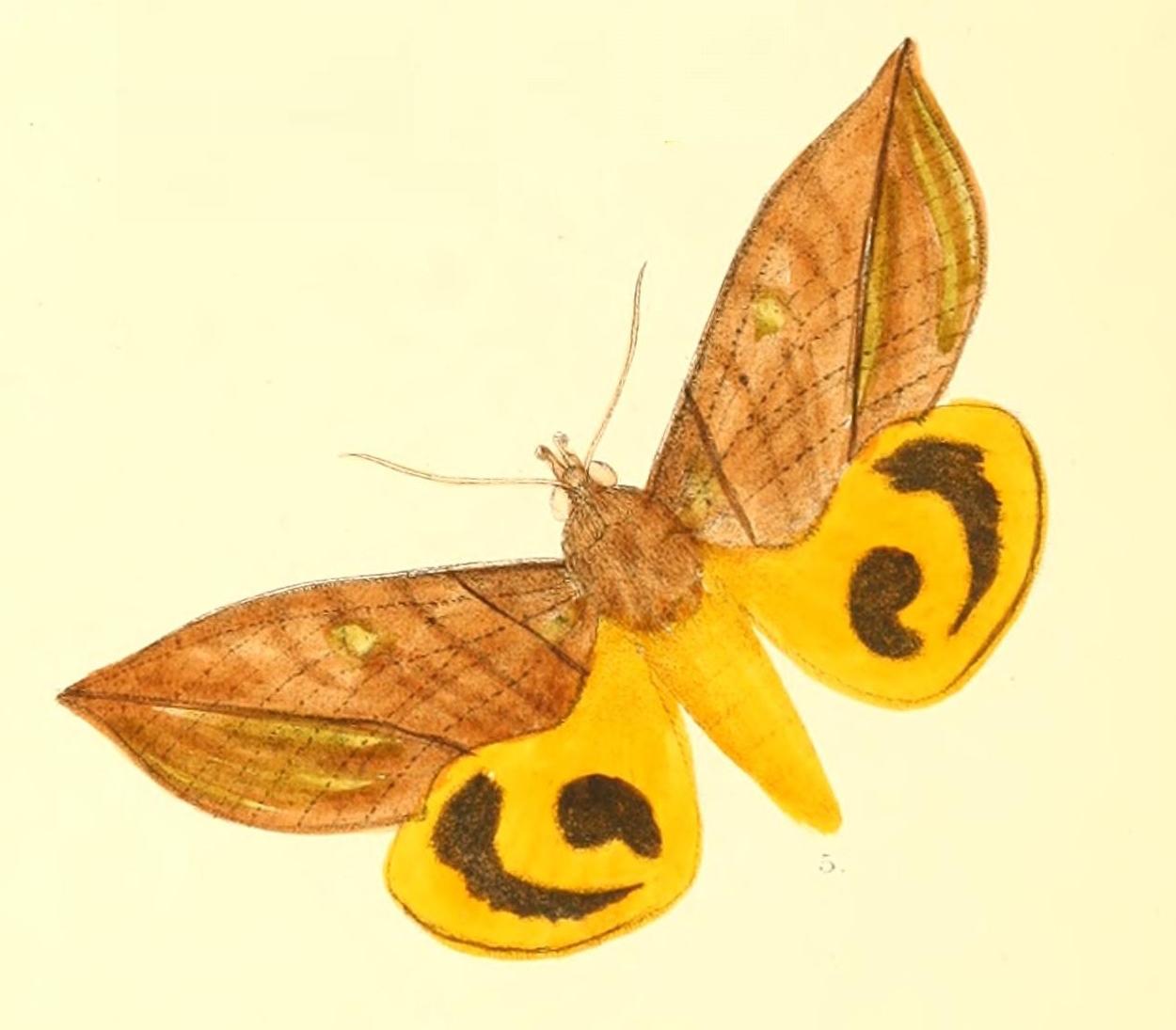
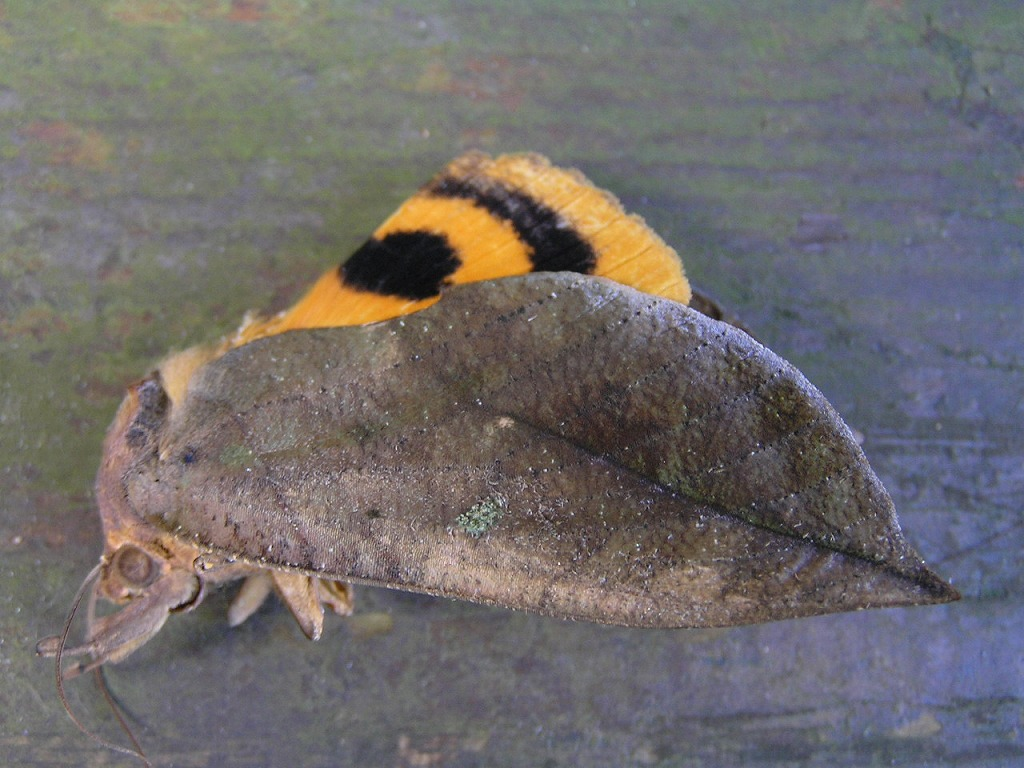
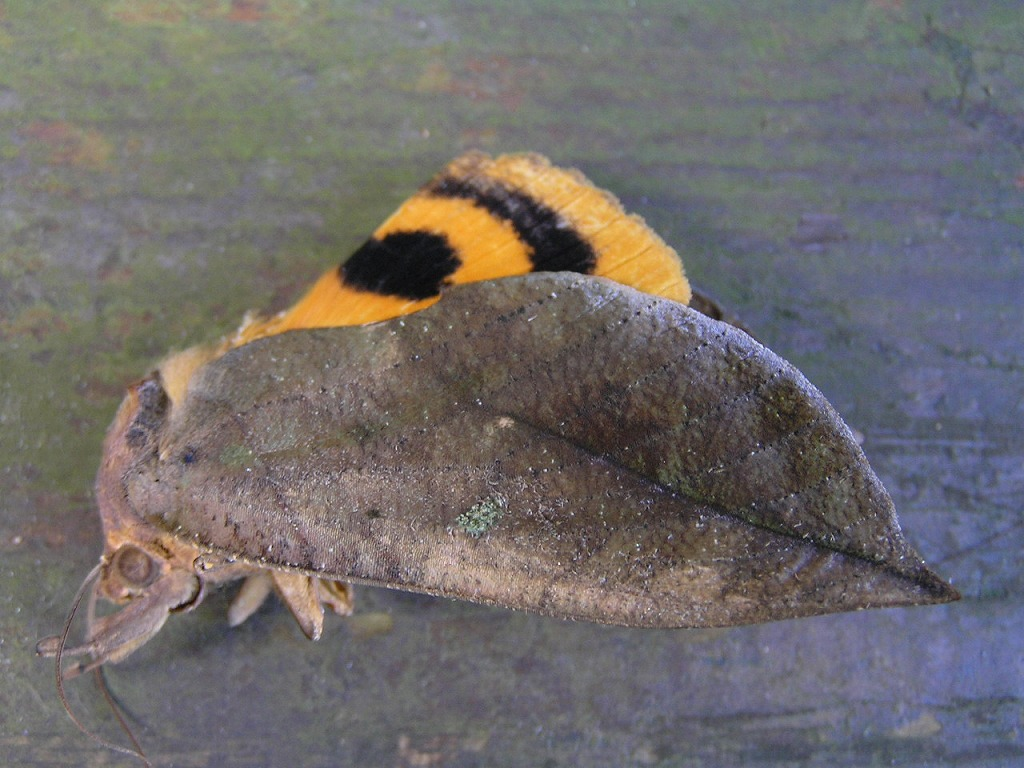
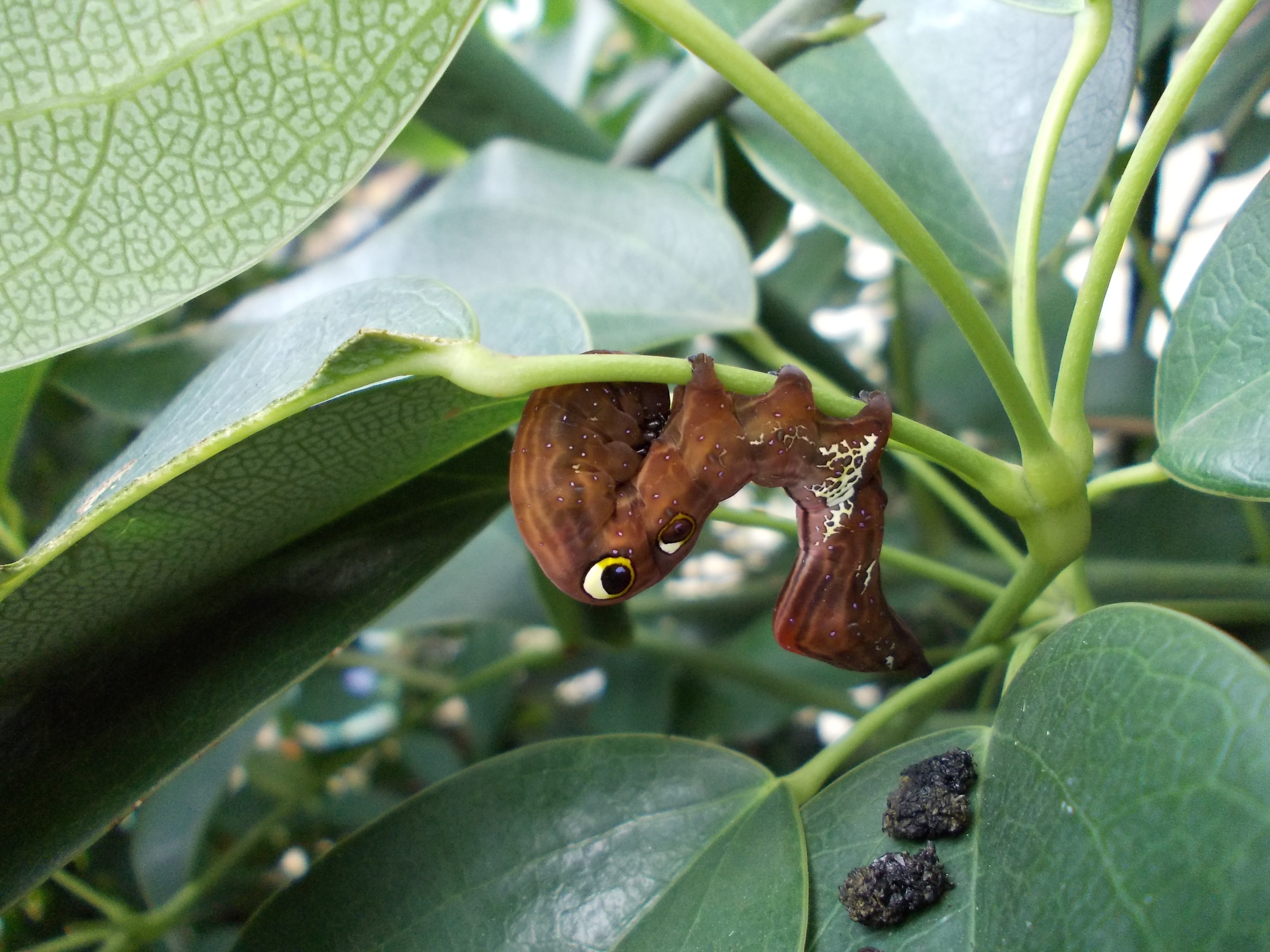